# Cantonul Ay
Cantonul Ay este un canton din arondismentul Épernay, departamentul Marne, regiunea Champagne-Ardenne, Franța.

## Comune
- Ambonnay
- Avenay-Val-d'Or
- Ay (reședință)
- Bisseuil
- Bouzy
- Champillon
- Cormoyeux
- Cumières
- Dizy
- Fontaine-sur-Ay
- Germaine
- Hautvillers
- Louvois
- Magenta
- Mareuil-sur-Ay
- Mutigny
- Romery
- Saint-Imoges
- Tauxières-Mutry
- Tours-sur-Marne